# Clanoneurum orientale
Clanoneurum orientale är en tvåvingeart som beskrevs av Friedrich Georg Hendel 1913. Clanoneurum orientale ingår i släktet Clanoneurum och familjen vattenflugor.
Artens utbredningsområde är Taiwan. Inga underarter finns listade i Catalogue of Life.